# 6 Cassiopeiae
6 Cassiopeiae, som är stjärnans Flamsteed-beteckning, är en dubbelstjärna i den mellersta delen av stjärnbilden Cassiopeja. Den har en genomsnittlig skenbar magnitud på ca 5,43 och är svagt synlig för blotta ögat där ljusföroreningar ej förekommer. Baserat på parallaxmätning inom Hipparcosuppdraget på ca 0,53 mas, beräknas den befinna sig på ett avstånd på ca 6 200 ljusår (ca 1 890 parsek) från solen. Den rör sig närmare solen med en heliocentrisk radiell hastighet på ca -42 km/s.

## Egenskaper
Primärstjärnan 6 Cassiopeiae A är en vit till blå superjättestjärna av spektralklass A3 Ia. Den har en massa som är ca 22 gånger solens massa, en radie som är ca 148 gånger större än solens och utsänder ca 200 000 gånger mera energi än solen från dess fotosfär vid en effektiv temperatur på ca 10 000 K.
6 Cassiopeiae, eller V0566 Cassiopeiae, är en pulserande variabel av Alfa Cygni-typ (ACYG), som varierar mellan skenbar magnitud +5,34 och 5,45 med en period av 37,25782 dygn.
6 Cassiopeiae A har ett antal nära följeslagare, särskilt en ljusstark jätte av 8:e magnituden och spektralklass O separerad med endast 1,5 bågsekunder. Dess spektraltyp är O9.75 och dess absoluta magnitud −5,8. Båda anses ingå i Cassiopeia OB5 stjärnförening på ett avstånd av ca 8 000 ljusår från solen.